# Vostok 5
Vostok 5 var den længste Vostok-flyvning, og samtidig en parflyvning sammen med Vostok 6.

## Højdepunkter
Det var oprindeligt planen at Vostok 5 skulle være forblevet i rummet i en hel uge, men detaljerne i flyveplanen blev hele tiden ændret på grund af soludbrud. Efter fem dage blev Vostok 5 beordret til at lande.
Et problem med affaldssystemet gjorde betingelserne "ubehagelige". Det eneste andet problem var at servicemodulet ikke løsnede sig fuldstændigt under starten af landingsfasen.

## Besætning
- Valery Bykovskij

Reservepilot
- Boris Volynov

## Kaldenavn
Ястреб (Jastreb – "Høg")

## Tid og sted
- Affyring: 14. juni 1963 kl.11:58:58 UTC, Bajkonur-kosmodromen LC1, 45° 55' 00" N – 63° 20' 00" Ø
- Landing: 19. juni 1963 kl.11:06 UTC, 53° 24' N, 68° 37' Ø
- Varighed: 4 dage 23 timer 7 minutter
- Antal kredsløb: 82

## Nøgletal
- Masse: 4.720 kg
- Perigeum: 130 km
- Apogeum: 131 km
- Banehældning: 64,9°
- Omløbstid 87,1 minutter

## Efterskrift
Kapslen kan ses på Tsiolkovsky Museet i Kaluga.